# L'alba di domani
L'alba di domani è l'ottavo album dei Tiromancino pubblicato nel 2007.

## Tracce
1. Angoli di cielo – 4:03
2. L'alba di domani – 3:48
3. Un altro mare – 4:14
4. Stop Making Numbers – 2:53
5. Kill the Pain – 3:16
6. Niña de luna – 2:28
7. Poveri uomini – 3:18
8. Nero bifamiliare – 4:49
9. Non per l'eternità – 3:00
10. Linea di confine – 3:03
11. Empty Can – 2:01
12. Roma nuda – 2:13
13. Blu – 3:53

## Formazione
- Federico Zampaglione - voce, chitarra
- Andrea Moscianese - basso
- Alessandro Canini - batteria
- Andrea Pesce - tastiera
- Francesco Zampaglione - chitarra
- Piero Monterisi - batteria
- Rosario Jermano - percussioni
- Claudia Gerini - cori

## Classifiche
| Classifica (2007) | Posizione |
| ----------------- | --------- |
| Italia            | 12        |